# Lớp Bạch quả
Lớp Bạch quả (danh pháp khoa học: Ginkgoopsida, đôi khi viết thành Ginkgopsida) là lớp thực vật hạt trần duy nhất của ngành Bạch quả (Ginkgophyta). Lớp này có lẽ đã xuất hiện trong thời gian cuối kỷ Than Đá hay đầu kỷ Permi (khoảng 290 Ma), và ngày nay đại diện duy nhất còn sinh tồn đã biết là bạch quả (Ginkgo biloba), mà vì lý do như đã nói trên, đôi khi được coi như là hóa thạch sống. Tuy nhiên, trước đây thì các đại diện của một vài họ khác cũng đã từng tồn tại.
Số lượng loài lớn nhất của lớp Ginkgoopsida có trong giai đoạn từ kỷ Trias tới kỷ Phấn Trắng. Trong kỷ Jura đã xuất hiện chi Ginkgo (bạch quả). Từ kỷ Jura tới kỷ Phấn Trắng thì lớp Ginkgoopsida có phân bố rộng khắp thế giới và vì thế có thể có các hóa thạch của các loài có quan hệ họ hàng gần gũi với chi Ginkgo tại Trung Âu. Do lịch sử phát triển lâu dài của mình cũng như một loạt các đặc trưng nguyên thủy, nên bạch quả (Ginkgo biloba) có thể coi là hóa thạch sống cổ nhất trong giới thực vật, để miêu tả chi tiết mọi họ hàng đã biến mất của nó.

## Phân loại
Trong cổ thực vật học, các thực vật tương tự như bạch quả được chia thành 6-7 họ với ít nhất 14 chi đã được phân loại (các loài/chi tuyệt chủng được đánh dấu bằng †):
- Có thể là tổ tiên của bộ Bạch quả:
  - Trichopityaceae: †
    - Trichopitys †

  - Dicranophyllaceae: †
    - Polyspermophyllum †
    - Dicranophyllum †
- Bộ Bạch quả:
  - Karkeniaceae: 
    - Karkenia †
    - Sphenobaiera † (một phần)
    - Ginkgoites † (một phần)

  - Schmeissneriaceae:
    - Schmeissneria †

  - Umaltolepidiaceae:
    - Toretzia †
    - Pseudotorellia †
    - Umaltolepis †

  - Yimaiaceae:
    - Baiera † (ít nhất là một phần)
    - Yimaia †

  - Ginkgoaceae:
    - Ginkgo
    - Ginkgoites † (một phần)
    - Grenana †
- Không chắc chắn đưa vào bộ nào
  -     - Eretmophyllum †
    - Ginkgoidium †
    - Sphenobaiera † (một phần)

Chi Ginkgo đã từng được dùng để phân loại các thực vật dạng bạch quả với lá có trên 4 gân lá trên một đoạn, trong khi chi Baiera cho các loài với ít hơn 4 gân lá trên một đoạn. Chi Sphenobaiera đã từng được dùng để phân loại các loài với lá hình nêm rộng bản và thiếu thân lá một cách rõ rệt. Chi Trichopitys được phân biệt bởi có các lá nhiều nhánh với các phân chia cuối cùng hình trụ (không dẹt) tương tự như sợi chỉ; nó là một trong những hóa thạch sớm nhất được quy cho ngành Ginkgophyta.
Các chi sau rất có thể thuộc về bộ Czekanowskiales do chúng chia sẻ một số đặc điểm chung với cả ngành Ginkgophyta/lớp Ginkgoopsida:
- - Arctobaiera †
  - Culgoweria †
  - Phoenicopsis †
  - Windwardia †